# Aventura, Florida
Aventura är en stad (city) i Miami-Dade County, i delstaten Florida, USA. Enligt United States Census Bureau har staden en folkmängd på 36 610 invånare (2011) och en landarea på 6,9 km².